# Opel Twin
De Opel Twin was een hybride conceptwagen van het Duitse automerk Opel. De wagen werd in 1992 aan het publiek voorgesteld tijdens het Autosalon van Genève. De wagen was in staat om gebruik te maken van een benzinemotor voor lange afstanden en twee elektrische wielnaafmotoren van elk 11 kW per stuk voor korte afstanden.